# Pimpla senilis
Pimpla senilis är en stekelart som beskrevs av Charles Thomas Brues 1910. Pimpla senilis ingår i släktet Pimpla och familjen brokparasitsteklar. Inga underarter finns listade i Catalogue of Life.